# Homoeomma
Genre
Synonymes
- Calopelma Chamberlin, 1917
- Cyclothorax Mello-Leitão, 1923 nec Frauenfeld, 1868
- Cyclothoracoides Strand, 1929
- Butantania Mello-Leitão, 1935
- Strongylothorax André, 1937

Homoeomma est un genre d'araignées mygalomorphes de la famille des Theraphosidae.

## Distribution
Les espèces de ce genre se rencontrent en Amérique du Sud.

## Liste des espèces
Selon World Spider Catalog (version 25.5, 20/07/2024) :
- Homoeomma brasilianum (Chamberlin, 1917)
- Homoeomma chilense Montenegro & Aguilera, 2018
- Homoeomma elegans (Gerschman & Schiapelli, 1958)
- Homoeomma espinozai Montenegro & Aguilera, 2024
- Homoeomma familiare Bertkau, 1880
- Homoeomma hirsutum (Mello-Leitão, 1935)
- Homoeomma minimum Montenegro & Aguilera, 2024
- Homoeomma montanum (Mello-Leitão, 1923)
- Homoeomma nigrum (Walckenaer, 1837)
- Homoeomma orellanai Montenegro & Aguilera, 2018
- Homoeomma poqui Montenegro & Aguilera, 2024
- Homoeomma strabo (Simon, 1892)
- Homoeomma stradlingi O. Pickard-Cambridge, 1881
- Homoeomma toriyamai Montenegro & Aguilera, 2024
- Homoeomma uruguayense (Mello-Leitão, 1946)
- Homoeomma villosum (Keyserling, 1891)

## Systématique et taxinomie
Ce genre a été décrit par Ausserer en 1871.
Calopelma a été placé en synonymie par Gerschman et Schiapelli en 1972.
Cyclothorax Mello-Leitão, 1923 préoccupé par Cyclothorax Frauenfeld, 1868, remplacé par Cyclothoracoides puis de manière superflue par Strongylothorax par André en 1937, a été placé en synonymie par Lucas et Indicatti en 2015.
Butantania a été placé en synonymie par Pérez-Miles, Lucas, Silva Jr. et Bertani en 1996.

## Publication originale
- Ausserer, 1871 : « Beiträge zur Kenntniss der Arachniden-Familie der Territelariae Thorell (Mygalidae Autor). » Verhandllungen der Kaiserlich-Kongiglichen Zoologish-Botanischen Gesellschaft in Wien, vol. 21, p. 117-224 (texte intégral).